# Alfred Mouton
Jean-Jacques-Alfred-Alexandre "Alfred" Mouton  (18 februari 1829 – 8 april 1865) was een Amerikaanse ingenieur en militair. Kort na zijn opleiding aan de United States Military Academy in West Point nam hij ontslag uit het United States Army. Hij werd burgerlijk ingenieur en verbouwde suikerriet. In zijn vrije tijd was hij brigadegeneraal in de  Louisiana State Militia.
Bij het begin van de Amerikaanse Burgeroorlog was hij bevelhebber van het 18th Louisiana Infantry Regiment. Hij was een voorstander van een strikte discipline maar was geliefd bij soldaten en officieren. Hij raakte gewond tijdens de Slag bij Shiloh en werd door luitenant-generaal Richard Taylor tot brigadegeneraal bevorderd. Mouton sneuvelde tijdens de Slag bij Mansfield terwijl hij een aanval leidde.

## Vroege jaren
Alfred Mouton werd geboren op 18 februari 1829 in Opelousas, Louisiana. Hij was de zoon van gouverneur Alexandre Mouton en zijn eerste vrouw Zelia Rousseau. Alfred volgde les aan de St. Charles College in Grand Coteau, Louisiana. Na zijn schooltijd werd Alfred toegelaten aan de United States Military Academy in West Point. Alfred aarzelde om te gaan omdat hij door zijn Franse opvoeding vrijwel geen woord Engels kon. Zijn vader stond er echter op waarop Alfred in 1846 aan zijn militaire opleiding begon.
Mouton was een gemiddelde student waarbij hij zeer goede punten haalde voor Frans, maar grote moeite had met het Engels. Hij studeerde af op 1 juli 1850 als 38ste in een klas van 44 kadetten. Hij werd benoemd tot gebrevetteerde tweede luitenant maar nam in september ontslag uit het United States Army. Hij keerde terug naar zijn thuisstaat en vond werk als assistent-ingenieur bij de New Orleans, Opelousas and Great Western Railroad. In 1853 diende hij zijn ontslag in. Hij begon met een suikerrietplantage in Lafayette Parish, Louisiana. 
Mouton werd een prominent figuur in de lokale gemeenschap. Hij diende bij de Lafayette Vigilante Commitee, een lokale militie-eenheid. De hoofdfunctie van deze eenheid was om eventuele opstanden onder de slaven te voorkomen. Hij diende ook als brigadegeneraal in de Louisiana State Militia tussen 1850 en 1861.
Hij huwde in 1854 met zijn nicht Philomene. Ze was de dochter van zijn oom Jean Baptiste Mouton.

## Amerikaanse Burgeroorlog
Na het uitbreken van de Amerikaanse Burgeroorlog rekruteerde Mouton een peloton uit de lokale boeren. Hij werd verkozen tot kapitein. Toen verschillende pelotons werden samengevoegd tot de 18th Louisiana Infantry Regiment werd hij verkozen tot hun kolonel. Hij stelde discipline voorop en trainde onophoudelijk zijn manschappen. Na de training was hij de eerste om zich onder de soldaten te mengen en was hij aanspreekbaar voor iedereen.
In voorbereiding op de geplande aanval van generaal Albert Sidney Johnston op de Noordelijken bij Pittsburg Landing, Tennessee werd het 18th Louisiana naar Corinth, Mississippi gestuurd. Ze werden ingedeeld bij de brigade van kolonel Preston Pond. In de vroege ochtend van de 6de april 1862 kreeg het 18th Louisiana zijn vuurdoop tijdens de Slag bij Shiloh. De brigade van Pond viel de Noordelijke rechterflank aan die onder leiding stond van brigadegeneraal William Tecumseh Sherman en generaal-majoor John A. McClernand. Tijdens een van de aanvallen raakte Mouton gewond. Na de slag keerde het regiment terug naar Louisiana om de verliezen opnieuw aan te vullen. 
Terug in Louisiana kreeg Mouton het bevel over het District of West Lousiana die deel uitmaakte van het Trans-Mississippi Department. Met de weinige soldaten en beperkte voorraden die hij tot zijn beschikking had, probeerde hij verschillende Noordelijke aanvallen in zijn gebied af te slaan. Zijn hoofdtaak was het beschermen van de suikerrietplantages langs de Bayou Lafourche. Op 27 oktober 1862 werd zijn strijdmacht tijdens de Slag bij Georgia Landing verslagen door de Noordelijken onder leiding van brigadegeneraal Godfrey Weitzel die daarna grote schade toebracht aan de suikerplantages. Toen generaal-majoor Richard Taylor het bevel van het departement overnam, werd Mouton bevorderd tot brigadegeneraal. Samen met de cavalerie van brigadegeneraal Thomas Green vochten ze een reeks van schermutselingen en kleinere veldslagen uit om de Noordelijken de toegang tot de Bayou Techeregio te ontzeggen. 
Op 8 april 1864 probeerde het Army of Western Louisiana onder leiding van generaal-majoor Richard Taylor de Noordelijke invasiemacht onder leiding van generaal-majoor Nathaniel P. Banks te verslaan tijdens de Slag bij Mansfield. Moutons brigade vormde het speerpunt om de aanval te openen. Tijdens de charge werd Mouton geraakt door een kogel. Hij stierf ter plaatse. Zijn plaatsvervanger de Polignac nam het bevel over en spoorde de soldaten aan om wraak te nemen. De Zuidelijken wonnen de veldslag maar Moutons onderdeel verloor hierbij een derde van zijn manschappen. Hij werd begraven op het slagveld. Zijn stoffelijk overschot werd in 1874 op St. John's Cemetery in Lafayette, Louisiana herbegraven.